# Dallas Mavericks 2007-2008
La stagione 2007-2008 dei Dallas Mavericks fu la 28ª nella NBA per la franchigia.
I Dallas Mavericks arrivarono quarti nella Southwest Division della Western Conference con un record di 51-31. Nei play-off persero al primo turno con i New Orleans Hornets (4-1).

## Risultati
| Squadra             | V  | P  | %    | GB |
| ------------------- | -- | -- | ---- | -- |
| New Orleans Hornets | 56 | 26 | 68,3 | –  |
| San Antonio Spurs   | 56 | 26 | 68,3 | –  |
| Houston Rockets     | 55 | 27 | 67,1 | 1  |
| Dallas Mavericks    | 51 | 31 | 62,2 | 5  |
| Memphis Grizzlies   | 22 | 60 | 26,8 | 34 |

## Roster
| N° | Naz.                   | Ruolo | Sportivo         | Anno | Alt. | Peso |
| -- | ---------------------- | ----- | ---------------- | ---- | ---- | ---- |
| 2  | Stati Uniti (bandiera) | G     | Jason Kidd       | 1973 | 193  | 93   |
| 5  | Stati Uniti (bandiera) | GA    | Josh Howard      | 1980 | 201  | 95   |
| 6  | Stati Uniti (bandiera) | GA    | Eddie Jones      | 1971 | 198  | 86   |
| 7  | Senegal (bandiera)     | C     | DeSagana Diop    | 1982 | 213  | 136  |
| 10 | Stati Uniti (bandiera) | G     | Tyronn Lue       | 1977 | 183  | 79   |
| 11 | Porto Rico (bandiera)  | G     | José Barea       | 1984 | 183  | 79   |
| 13 | Stati Uniti (bandiera) | G     | Maurice Ager     | 1984 | 196  | 92   |
| 20 | Stati Uniti (bandiera) | A     | Nick Fazekas     | 1985 | 211  | 107  |
| 20 | Canada (bandiera)      | C     | Jamaal Magloire  | 1978 | 211  | 117  |
| 21 | Stati Uniti (bandiera) | GA    | Antoine Wright   | 1984 | 201  | 95   |
| 23 | Stati Uniti (bandiera) | G     | Trenton Hassell  | 1979 | 196  | 91   |
| 25 | Stati Uniti (bandiera) | C     | Erick Dampier    | 1975 | 211  | 120  |
| 30 | Stati Uniti (bandiera) | A     | Malik Allen      | 1978 | 208  | 116  |
| 31 | Stati Uniti (bandiera) | G     | Jason Terry      | 1977 | 188  | 80   |
| 32 | Stati Uniti (bandiera) | A     | Brandon Bass     | 1985 | 203  | 109  |
| 34 | Stati Uniti (bandiera) | G     | Devin Harris     | 1983 | 191  | 84   |
| 40 | Stati Uniti (bandiera) | GA    | Devean George    | 1977 | 203  | 91   |
| 41 | Germania (bandiera)    | A     | Dirk Nowitzki    | 1978 | 213  | 108  |
| 42 | Stati Uniti (bandiera) | AC    | Jerry Stackhouse | 1974 | 198  | 99   |
| 55 | Stati Uniti (bandiera) | A     | Juwan Howard     | 1973 | 206  | 109  |

## Staff tecnico
- Allenatore: Avery Johnson
- Vice-allenatori: Joe Prunty, Paul Westphal, Mario Elie, Robert Hackett, Popeye Jones
- Vice-allenatore per lo sviluppo dei giocatori: Brad Davis
- Preparatore atletico: Casey Smith